# Unión y Progreso (Venezuela)
Unión y Progreso (UP) es un partido político venezolano dirigido por antiguos dirigentes de COPEI, siendo conformado en su mayoría por los seguidores de Eduardo Fernández, antiguo líder copeyano y candidato presidencial en las elecciones generales de 1988 por COPEI.

## Historia
El partido originalmente fue un partido regional del Estado Carabobo, fundado por el politólogo Santiago Rodríguez y Miguel Cocchiola, bajo el nombre de "Progreso"[cita requerida]. Posteriormente, el partido fue renombrado y se realizaron los trámites para constituirse como un partido político de carácter nacional. De acuerdo con Mercedes Malavé, la tolda esta a la disposición de los candidatos que la sociedad civil en sus diferentes sectores quiera impulsar.
El partido participó por primera vez en las elecciones parlamentarias celebradas el 6 de diciembre del 2020, en ellas obtuvo 53.197 votos, equivalentes al 0,85%, sin embargo, no obtuvo ningún curul.
Posteriormente, el partido participó en las elecciones regionales celebradas el 21 de noviembre de 2021. En las mismas, obtuvo cuatro alcaldías y un diputado lista al Consejo Legislativo del Estado Bolívar.

## Resultados electorales

### Parlamentarias
| Año  | Votos  | %     | Diputados | +/- |
| ---- | ------ | ----- | --------- | --- |
| 2020 | 53.197 | 0.85% | 0/277     | 0   |

### Regionales
| Año  | Votos   | %     | Gobernadores | +/- | Alcaldías | +/- |
| ---- | ------- | ----- | ------------ | --- | --------- | --- |
| 2021 | 130.352 | 1,63% | 0/23         | 0   | 4/335     | 4   |